# Ophiocoma anaglyptica
Ophiocoma anaglyptica är en ormstjärneart som beskrevs av Charles Aubrey Ely 1942. Ophiocoma anaglyptica ingår i släktet Ophiocoma och familjen Ophiocomidae. Inga underarter finns listade i Catalogue of Life.